# Boy and Bicycle
Boy and Bicycle es el primer cortometraje dirigido por el realizador inglés Ridley Scott en 1965. Filmado en blanco y negro, y protagonizado por Tony Scott, el cortometraje se hizo mientras Ridley estudiaba fotografía en el Royal College of Art de Londres. Es considerado un revelador proyecto inicial en su carrera cinematográfica ya que introduce un considerable uso de efectos visuales que pasarán a ser motivos típicos en su obra posterior.

## Sinopsis
Un joven de 16 años decide saltarse por un día las clases del instituto. Junto a su bicicleta viaja por la orilla del mar atravesando lugares como una tienda de golosinas, un parque de atracciones cerrado o una chabola aparentemente abandonada. Los pensamientos que surgen durante su trayecto, surgidos de una manera un tanto desarticulada y poética mientras hace el recorrido, sirven de hilo conductor.

## Producción
Filmado en West Hartlepool y en Seaton Carew el cortometraje muestra la torre de refrigeración y los altos hornos del British Steel Nort Works prefigurando las imágenes de Alien, Blade Runner y Black Rain. El elemento central de Boy and Bicycle será reusado en un anuncio de Scott para Hovis a principios de los años setenta.
Scott contó con la financiación del British Film Institute para completar la edición y sonido en 1965 incluyendo una canción compuesta por John Barry titulada «Onward Christian Spacemen» que originalmente apareció como la cara B de una versión del tema para la serie de televisión The Human Jungle. Scott quiso utilizar la existente grabación de Barry, pero el compositor, impresionado por el trabajo del joven director, se ofreció a producir un nuevo disco para el cortometraje a coste limitado. Ha sido publicado como extra en el DVD de la primera película de Scott The Duelists.